# Rade de Saint-Pierre
La rade de Saint-Pierre est une rade située à Saint-Pierre-et-Miquelon, en France d'outre-mer.

## Géographie

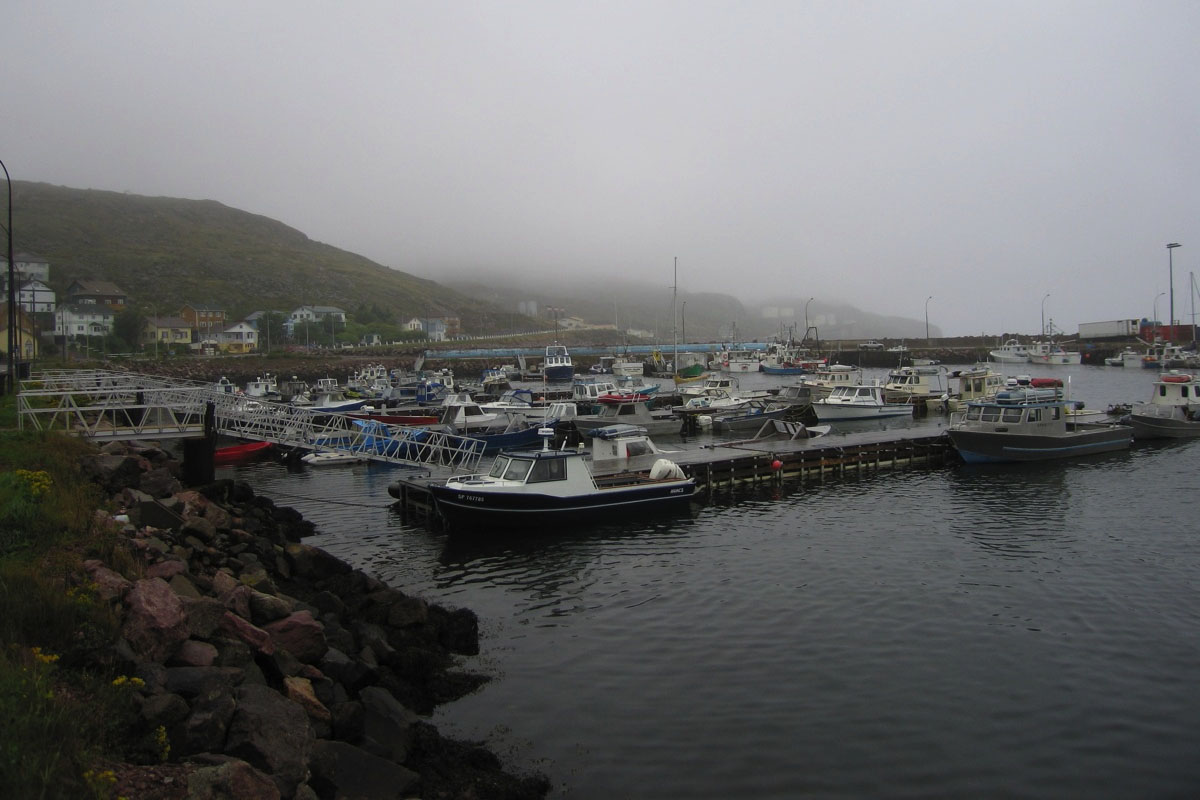
Port de Saint-Pierre.

La rade de Saint-Pierre se trouve sur l'île Saint-Pierre, dans l'archipel français de Saint-Pierre-et-Miquelon. La ville de Saint-Pierre (5 000 habitants) est située autour de la rade. Elle accueille le port de Saint-Pierre qui est le plus important de l'archipel. Elle fait face à l'Île aux Marins.

## Climat
Le climat est très humide et très venteux. Les hivers sont longs et très rigoureux, tandis que le printemps et le début de l'été sont brumeux et frais. Enfin, la fin de l'été et le début de l'automne sont ensoleillés.
Le climat reste globalement très froid, avec une moyenne annuelle ne s'élevant qu'à 5,7 °C. Le taux d'insolation est faible (1 411 heures par an).